# Alpagut (Mihalgazi)
Alpagut is een gemeente in het Turkse district Mihalgazi en telt 2819 inwoners (2000).
Centrale districtsplaats (İlçe Merkezi): Mihalgazi
Gemeenten (Beldeler): Alpagut · Sakarıılıca
Dorpen (Köyler):
Bozaniç · Demirciler · Karaoğlan